# Ограбване на гробници в Древен Египет
Богатствата, погребани заедно с мъртвия, още от началото привличат алчността на живите и от додинастическата епоха нататък откриваме ограбени по този начин гробници. За да се предпазят от крадците, фараоните от Старото царство, които погребвали съкровищата си вдън пирамидите, затваряли погребалните си камери посредством удивителни гранитни блокове, но никоя от взетите мерки не успява да предпази заровените богатства от алчността на крадците, а всички царски гробници, без изключение, са ограбени. По време на Новото царство мислели, че ще успеят по-добре да опазят погребенията, ако ги обединят в Долината на царете, но и тази предпазна мярка се оказва напразна — ако Тутанкамон е толкова известен на широката публика, то е защото единствено в неговата гробница са открити всички погребални принадлежности.
Разбира се разграбването на гробниците се развихряло най-силно през периодите на слаба царска власт и след анархичния период, дължащ се на слабостта на последните Рамезиди. Първата работа на жреците-фараони е да възстановят разграбените некрополи и да преместят в скривалища мумиите на ограбените фараони. Крадците вероятно са били хора от различни социални прослойки, специализирани в тази професия, но трябва да се търсят най-вече сред строителите на гробници и некрополи — тези хора били разорени от системата на поземлената аренда и били в най-удобна позиция, за да проникнат в гробниците, които често са строили самите те. Показателен е разказът на Херодот за Рампсинит, архитекта на една пирамида, който предвидил таен проход, за да може самият той да ограби съкровищата на фараона. Само че разкритите крадци не завършвали така добре, както героите на този разказ. Когато ги заловели, им устройвали съдебен процес по всички правила пред съд, чиито членове се споменават заедно с длъжностите им (председател често е везирът или градоначалникът). Намерени са папируси, върху които са подписани свидетелски показания заедно с имената на свидетелите и признанията на обвиняемите. Ето едно от записаните на папирус (Амхепст) признания от XX династия по повод на грабителството на гробницата на Сехемра Себекемсаф, фараон от XIV династия, и съпругата му Нубхас.
„Всички се промъкнахме вътре (били са осем грабители) и намерихме и нейните останки (става въпрос за мумията на царицата). Отворихме капаците на саркофазите, в които лежаха те. Намерихме височайшите останки на фараона. Върху гръдта си той имаше много амулети и златни украшения. Върху лицето му имаше златна маска. Височайшата мумия на този фараон бе изцяло покрита със злато. Обвивката беше изкована от злато отвътре и отвън и инкрустирана с редки и великолепни камъни. Изтръгнахме златото, което намерихме върху височайшата мумия на този бог, амулетите и златните накити и оставихме калъпа на мястото. Намерихме също и царската съпруга и също обрахме всичко, което намерихме по нея. Запалихме покривалата им. Измъкнахме и всичката посуда, която намерихме при тях — съдове от злато, сребро и бронз. А златото, което намерихме по тези две божества, амулетите и накитите поделихме на осем части.“
Наказанията за тези престъпления можели да бъдат смърт, отрязване на носа и ушите или просто бой с пръчки. Въпреки всичко нито страхът от най-строги наказания, нито този от проклятието на мъртвите, не са могли да предпазят от разрушителното сребролюбие на крадците несметните богатства, които почиват в земята на Египет, за които съвсем скромен пример е съкровището на младия Тутанкамон.